# Iblei
Pohoří Iblei, italsky Monti Iblei (sicilsky Munt'Ibblei), se nachází v jihovýchodní části Sicílie, na území provincií Siracusa, Catania a Ragusa. Nejvyšším vrcholem pohoří je Monte Lauro (986 m n. m.) Dalšími horami, přesahujícími nadmořskou výšku 900 metrů, jsou Monte Contessa (914 m n. m.), Monte Casale (910 m n. m.) a Monte Arcibessi (907 m n. m.)

## Historie
Název pohoří je spojen se jménem sikulského krále Hyblona, který v 8. století před n. l. přenechal část východního pobřeží Sicílie kolonistům z řecké Megary (město cca 30 kilometrů západně od Atén). Ti pak poblíž dnešního sicilského přístavu Augusta založili město Megara Hyblaea.

## Geologie a krajina

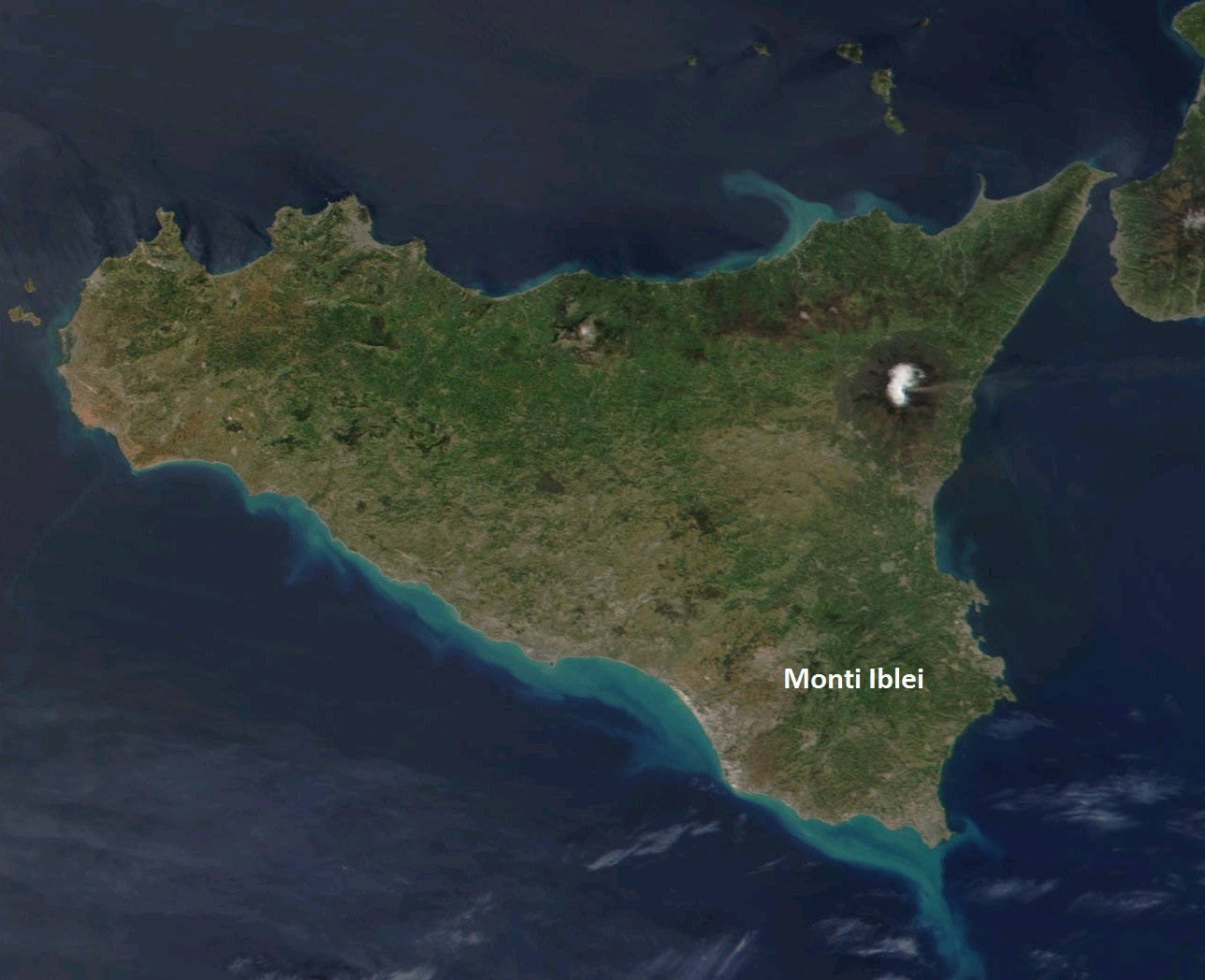
Pohoří na satelitním snímku z dubna 2002

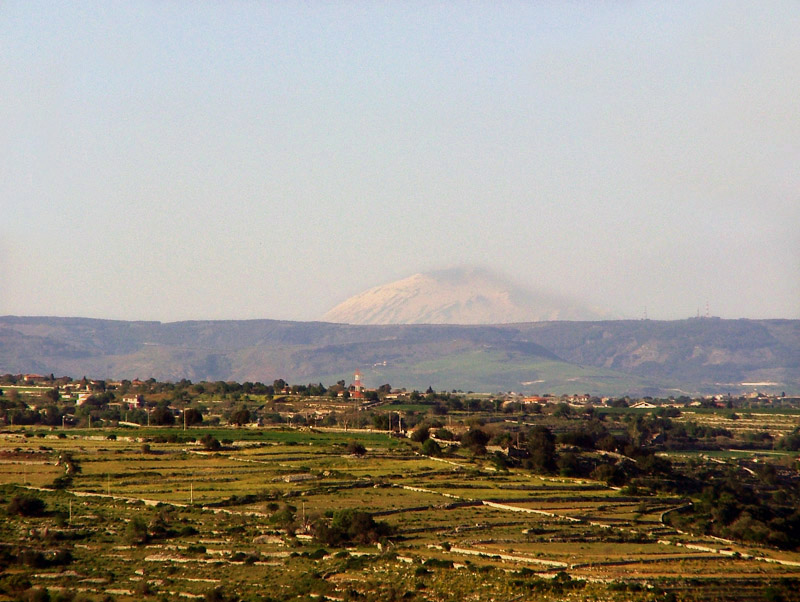
Typická sicilská krajina – pohled od pohoří Iblei k severu. Na obzoru se vypíná nejvyšší evropská činná sopka Etna (3323 m n. m.)

### Horniny
Pohoří Iblei je převážně vápencové, složené z miocenních usazenin. Ty byly později tektonickými silami vyzdviženy, avšak navzdory tomu si vrstvy usazenin zachovaly vodorovnou polohu. V pobřežních oblastech jsou vrstvy sedimentů o něco mladší, z období pleistocénu. Zdejší horninou je pískovec, kterému se kvůli specifické zrnitosti přezdívá giuggiulena, což je jeden z názvů pro typicky sicilské vánoční cukroví, vyráběné ze sezamových semínek a medu. V některých částech pohoří Iblei, zejména v oblasti Monte Lauro a na severu, lze nalézt i horniny vulkanické, tufy a výchozy podmořských polštářových láv z období miocénu.

### Krajinný charakter
Jedná se o náhorní plošinu s výraznými prvky krasového charakteru, jako jsou říční rokle, soutěsky, jeskyně a v některých pasážích i ponorné toky. Místní řeky jsou krátké, nejdelší z nich je Anapo (59 km). Další řeky jsou Irminio (55 km), Dirillo (54 km), Tellaro (45 lm), Cassibile (30 km), Ippari (28 km), Asinaro (22 km) a Fiumara Modica (22 km). Typickým stromem místních lesů je středomořský stálezelený dub Quercus ilex. Zemědělsky obhospodařovanou krajinu charakterizují četné vinohrady, sady citrusů, mandloní a olivovníků. Blíže pobřeží je pěstováno obilí a kukuřice.

## Památky a ochrana přírody

### Kulturní památky
Na okrajích pohoří se nachází osm pozdně barokních měst, známých jako města z Val di Noto. Jedná se o města Caltagirone, Militello in Val di Catania, Catania, Modica, Noto, Palazzolo Acreide, Ragusa a Scicli, zapsaná na seznamu světového kulturního dědictví UNESCO.

### Národní park
Od roku 2007 je postupně připravováno vyhlášení Národního parku Iblei (Parco nazionale degli Iblei). Na území provincie Siracusa by mělo být 60% plochy národního parku, v provincii Ragusa 30% a zbývajících 10% v provincii Catania. 28. února 2011 Rada provincie Ragusa předložila materiál, vymezující hranice národního parku, avšak proti tomuto materiálu byly vzneseny výhrady z řad ochránců přírody i veřejnosti.